# Plecia freemani
Plecia freemani är en tvåvingeart som beskrevs av Hardy 1952. Plecia freemani ingår i släktet Plecia och familjen hårmyggor.
Artens utbredningsområde är Malawi. Inga underarter finns listade i Catalogue of Life.